# Чино да Пистоя
Чино да Пистоя, также Чино да Пистойя, настоящее имя Чино Сигибульди / Синибульди (итал. Cino da Pistoia, Cino Sigibuldi / Sinibuldi; ок. 1270, Пистоя — ок. 1336—1337, там же) — итальянский поэт, прозаик и юрист, представитель школы «дольче стиль нуово».

## Биография и творчество
Родился около 1270 года в Пистое, в знатной семье. Получив начальное образование, поступил в Болонский университет, где изучал право. В числе его учителей был знаменитый правовед Франческо д’Аккурсио. В 1292—1293 году был во Франции, в Париже, Реймсе и Орлеане, где слушал в Орлеанском университете лекции Пьера де Бельперша. Затем вернулся в Италию: вначале в Болонью, затем в Пистою, где женился на Маргерите ди Ланфранко дельи Уги (Margherita di Lanfranco degli Ughi), в браке с которой у него родились сын и несколько дочерей.
В Пистое Чино был вовлечён в политику, принадлежал к партии чёрных гвельфов и в 1303 году, когда в городе взяли верх его противники, вынужден был отправиться в изгнание. Он вернулся на родину в 1306 году, а в 1310 году, при императоре Генрихе VII, чью политику он всецело поддерживал, был назначен советником императорского суда Аккурзий, Франциск. Когда Генрих VII в 1313 году умер, Чино вернулся к занятиям юриспруденцией и юридической практике. Известность ему принёс написанный на латинском языке труд «Lectura in Codicem» (1314) — комментарий к первой из девяти книг Кодекса Юстиниана. По его завершении Чино получил докторскую степень в Болонском университете и затем преподавал право в университетах Болоньи, Сиены, Неаполя, Перуджи и пр. В 1334 году вернулся в Пистою, где был избран гонфалоньером. Умер в Пистое в конце 1336 или 1337 года и был похоронен в городском соборе. Петрарка посвятил его памяти траурный сонет, в котором говорилось, что мессера Чино оплакивают все пишущие по-итальянски и на латыни.
Как поэт Чино да Пистоя прославился любовной лирикой, созданной в традициях школы «дольче стиль нуово» и посвящённой женщине по имени Сельваджа. Среди всех «стильновистов» его поэтическое наследие наиболее велико: до наших дней дошли 165 стихотворений. Его чрезвычайно высоко ценили современники: Данте (с которым Чино связывали дружеские отношения и с которым он поддерживал переписку во время своего изгнания), Боккаччо, Петрарка, Полициано. Вместе с тем поэзию Чино нельзя назвать оригинальной: он, скорее, умело синтезировал мотивы и приёмы «сладостного нового стиля», заимствуя образы, лексику, рифмы и пр. у Гвиницелли, Кавальканти, Данте и других поэтов. Его стихам свойственна лиричность и простота; некоторое обеднение мысли и эмоционального накала компенсируются в них изящной игрой слов и музыкальностью языка. Вероятно, современников привлекало также и то, что описанный в них любовный опыт конкретен и индивидуален (а не универсален, как у Данте), что свидетельствует об интересе к психологическим переживаниям индивидуума. Во многом лирика Чино да Пистоя предвосхитила творчество Петрарки, оказав на последнего большое влияние.
Латинская проза Чино да Пистоя также имела немалое значение для развития политической и юридической мысли. Главные его идеи основывались на римском праве: он ратовал за освобождение государства от церкви и полагал, что император должен получать власть от народа, а не от папы. Учеником и последователем Чино был основатель ренессансной юриспруденции Бартоло да Сассоферрато. Идеи Чино постепенно распространились в странах Западной Европы, откуда проникли в Польшу, а затем — в XVI веке — на Русь, где нашли отражение, в частности, в рассуждениях Фёдора Карпова на тему справедливого государства.